# Báp-tít

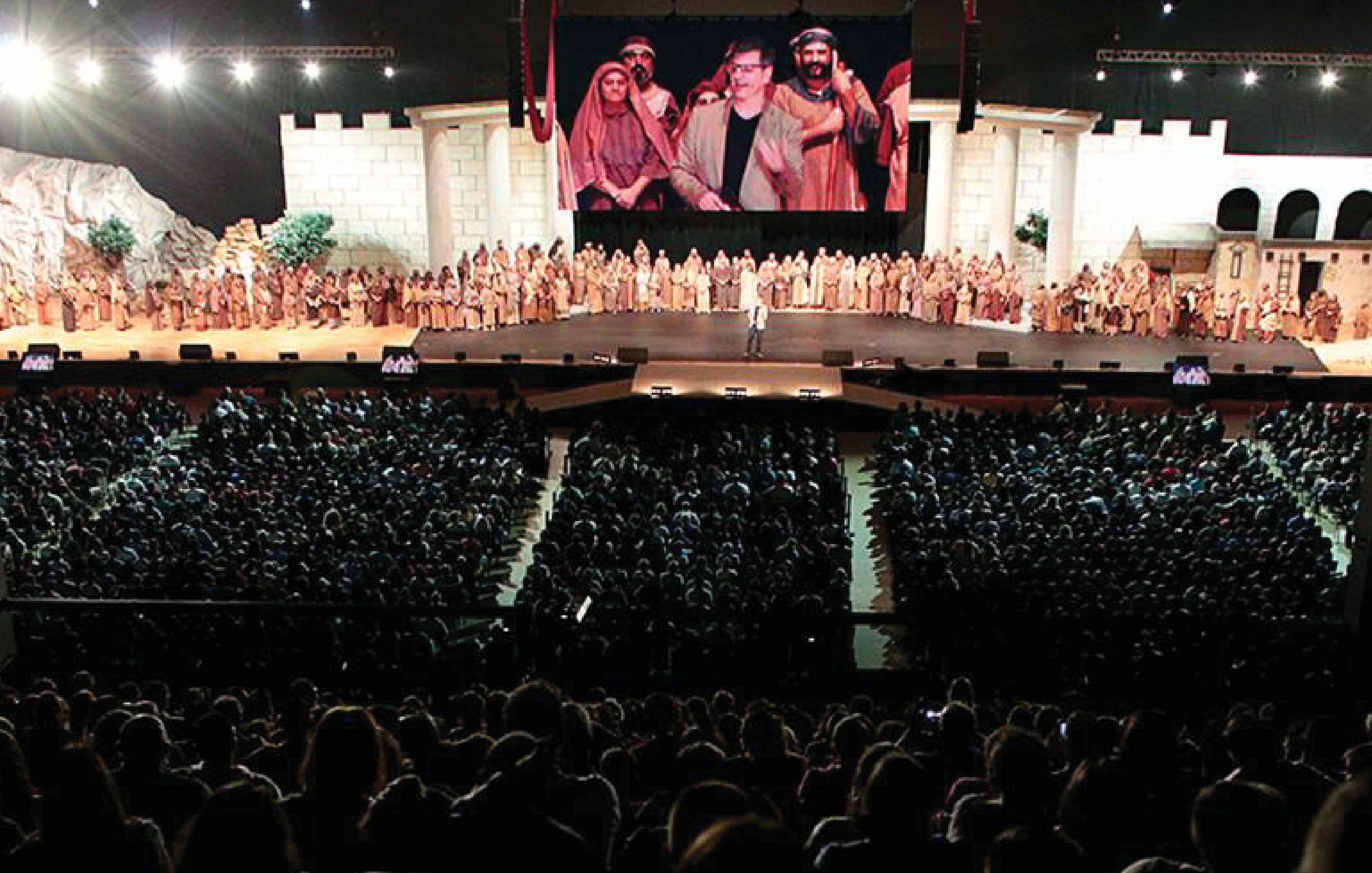
Trình chiếu về cuộc đời của Giê-su tại Igreja da Cidade trực thuộc Hội nghị Baptist Brazil, ở São José dos Campos, Brazil, 2017.

Baptist (phiên âm: Báp-tít) là một nhóm các giáo hội Cơ Đốc giáo cho rằng phép rửa tội chỉ nên được cử hành cho những người tự tuyên xưng đức tin. Họ được xem là một trong những giáo phái thuộc cộng đồng Kháng Cách (Protestantism), và về mặt giáo lý, hầu hết có quan điểm theo phong trào Tin Lành (evangelicalism). Tín hữu Baptist nhấn mạnh đến nghi thức rửa tội theo cách dầm mình, xem nghi thức này là sự xưng nhận đức tin vào Chúa Giê-xu là Chúa và Cứu Chúa. Cấu trúc tổ chức theo thể chế tự trị giáo đoàn (congregationalism), chú trọng vào quyền tự trị dành cho các nhà thờ địa phương. Thường thì các nhà thờ Baptist tự nguyện kết hợp lại với nhau trong các tổ chức như Liên minh thế giới Baptist (51 triệu thành viên.). Tín hữu Baptist gọi nhà thờ địa phương là hội thánh, vì họ bác bỏ các khái niệm về giáo hội cấp quốc gia hoặc cấp khu vực. Như vậy, trong cộng đồng Baptist, các cấu trúc tổ chức cấp quốc gia hoặc khu vực chỉ được xem là những tổ chức có tính hội đoàn (không phải giáo hội), liên kết các hội thánh địa phương nhằm phục vụ một số mục đích như hợp tác trong truyền bá phúc âm, hoặc hỗ trợ nhau

## Xác tín
Vì không chấp nhận một cơ chế tập trung quyền lực vào trung ương, các xác tín được chấp nhận trong vòng các hội thánh Baptist là đa dạng. Tuy nhiên, có một số xác tín được chấp nhận rộng rãi trong cộng đồng Baptist, tương tự với các tín lý của nhiều giáo phái sản sinh từ cuộc Cải cách Kháng Cách.

## Đặc điểm
Những xác tín của cộng đồng Baptist được thể hiện qua cách trình bày sau với nội dung xuất phát từ những chữ cái đầu dòng (theo tiếng Anh):
Biblical authority (Thẩm quyền Kinh Thánh)
Autonomy of the local church (Quyền tự trị của hội thánh địa phương)
Priesthood of all believers (Chức vị tư tế dành cho mọi tín hữu)
Two ordinances - Believer's Baptism and Symbolic Communion (Chỉ có hai thánh lễ - rửa tội cho tín hữu và Tiệc thánh)
Individual soul liberty (Quyền tự do cá nhân trong các vấn đề tâm linh)
Separation of Church and State (Sự phân lập giữa giáo hội và nhà nước)
Two offices of the church - Pastor and Deacon (Chỉ có hai chức vụ trong hội thánh - Mục sư và Chấp sự)
Rửa tội là thánh lễ dành cho một cá nhân sau khi người ấy xưng nhận Giê-su là Chúa và Cứu Chúa. Tín hữu Baptist chấp nhận rửa tội theo ý nghĩa là một sự thể hiện có tính biểu trưng cho sự tẩy sạch tội lỗi từ bên trong, khi một người chấp nhận Giê-su là Cứu Chúa, cũng là cơ hội để một tín hữu gia nhập vào cộng đồng Cơ Đốc giáo nói chung, và vào một hội thánh địa phương nói riêng. Hầu hết các hội thánh Baptist đều xem lễ rửa tội là điều kiện căn bản để gia nhập hội thánh.
Tín hữu Baptist nhấn mạnh (dù không luôn luôn) đến nghi thức rửa tội theo cách dầm mình. Nghi thức này được cho là được thực hành bởi Gioan Baotixita (John the Baptist), theo đó người thụ lễ được ấn sâu vào trong nước. Người hành lễ (thường là mục sư, nhưng tín hữu cũng có thể hành lễ) nhân danh Ba Ngôi theo Phúc âm Mátthêu 28. 19 ("hãy nhân danh Chúa Cha, Chúa Con và Chúa Thánh Linh mà làm rửa tội cho họ"). Nghi thức này được xem là biểu trưng cho sự chết, sự chôn và sự phục sinh của Chúa Giê-xu.
Trong những trường hợp đặc biệt như người thụ lễ là người bệnh hoặc người lớn tuổi, lễ rửa tội được cử hành theo cách rảy nước có thể được chấp nhận như một nghi thức thay thế. Một số hội thánh Baptist công nhận lễ rửa tội của các giáo phái khác miễn là không phải rửa tội dành cho trẻ em. Tuy nhiên, theo quan điểm phổ biến trong cộng đồng Baptist, nghi thức rửa tội theo cách dầm mình là chọn lựa tốt nhất.
Tín hữu Baptist bác bỏ nghi thức rửa tội dành cho trẻ em vì họ tin rằng, trong phạm trù của sự cứu rỗi linh hồn, cha mẹ không thể quyết định thay cho con cái của mình. Chỉ có những người đã đến "tuổi chịu trách nhiệm" mới có thể thụ lễ rửa tội. Đó là tuổi mà con người có đủ hiểu biết để chịu trách nhiệm về tội lỗi của mình. Nhiều tín hữu Baptist tin rằng ở tuổi 12, Chúa Giê-xu bắt đầu thi hành công việc của Thiên Chúa, nên tuổi này có thể là một gợi ý điển hình cho "tuổi chịu trách nhiệm".

## Thể chế

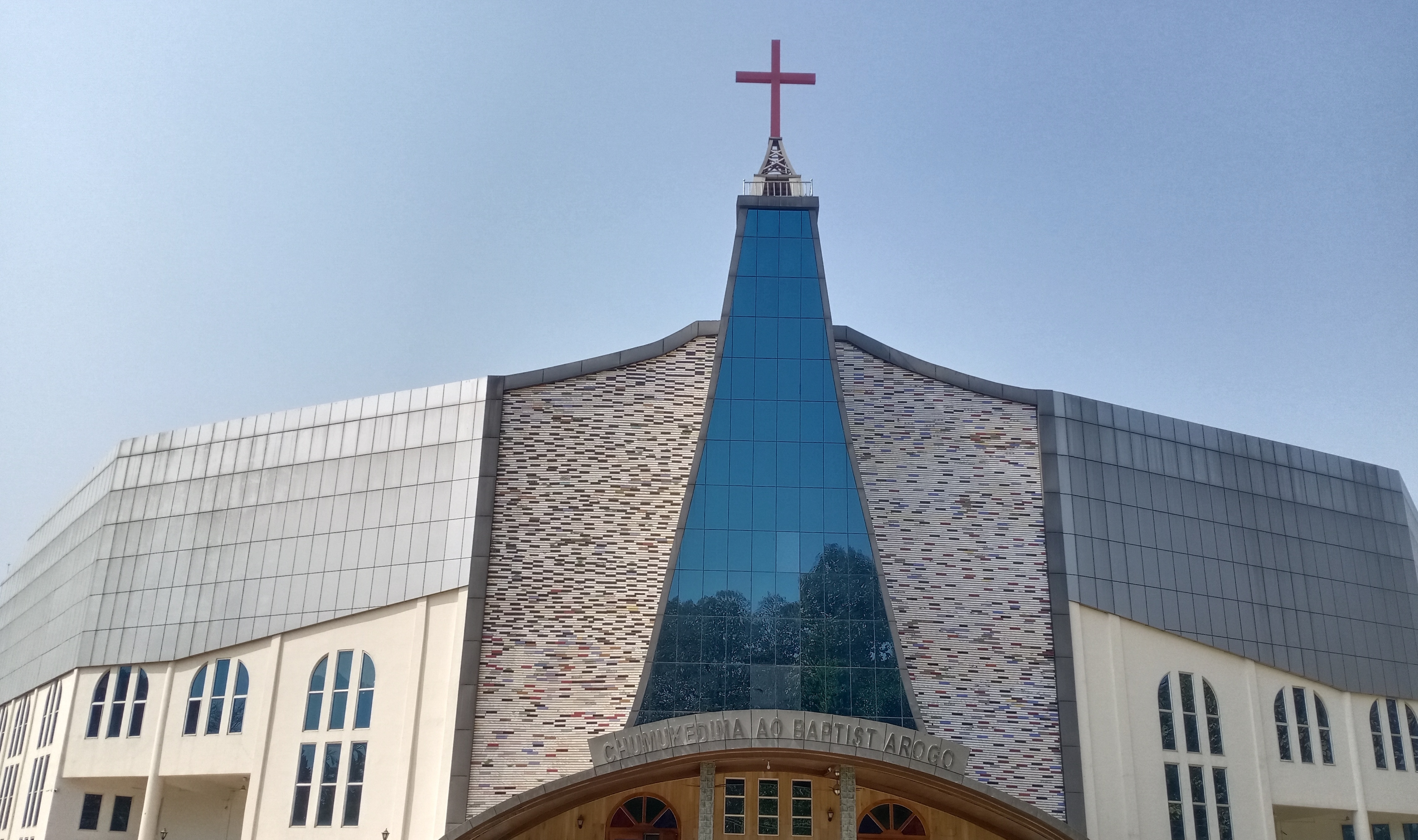
Nhà thờ Ao Baptist, Chumukedima, Kohima, trực thuộc Hội đồng Nhà thờ Baptist Nagaland (Ấn Độ).

Thể chế tự trị giáo đoàn, được chấp nhận rộng rãi trong cộng đồng Baptist, giành quyền tự trị cho các hội thánh địa phương trong các lãnh vực như điều hành, tổ chức và thần học. Nhiều hội thánh Baptist từ chối đặt mình dưới quyền kiểm soát của bất cứ cấu trúc hành chính nào như hội đồng quốc gia hay bất cứ chức sắc nào như giám mục hay giáo hoàng.
Về tổ chức, việc chọn các viên chức lãnh đạo hội thánh, chấp nhận hoặc bác bỏ một học thuyết, sẽ được quyết định bởi toàn thể thành viên trong hội thánh theo một tiến trình dân chủ. Tuy nhiên, một số đại giáo đoàn (megachurch) chấp nhận một thể chế trao nhiều quyền hạn cho các mục sư, khi ấy các thành viên sẽ không còn nhiều cơ hội tham gia vào các quyết định của hội thánh qua lá phiếu của mình.
Ngay từ đặc tính của mình, vì nhu cầu hợp tác để tồn tại và phát triển, thể chế tự trị giáo đoàn là vườn ươm sản sinh nhiều cấu trúc liên kết các hội thánh địa phương vào các hiệp hội như Giáo hội Baptist Việt Nam (Baptist Convention of Vietnam), tổ chức Baptist lớn nhất Việt Nam với 51.000 thành viên. Những hiệp hội này được hình thành nhằm hỗ trợ các công tác như truyền giáo hay các hoạt động từ thiện, nhưng các hiệp hội không có bất kỳ thẩm quyền nào trên các hội thánh địa phương; các hội thánh địa phương tự quyết định cho mình mức độ họ muốn tham gia vào các hiệp hội. Dù đang hiện hữu hàng trăm hiệp hội Baptist, nhiều hội thánh địa phương lại không muốn tham gia vào bất cứ hiệp hội nào.

## Phân lập giữa Giáo hội và Nhà nước
Tín hữu Baptist, nhiều người đã bị cầm tù hoặc hi sinh mạng sống vì niềm tin của họ, đóng vai trò quan trọng trong các cuộc đấu tranh cho quyền tự do tôn giáo và nguyên tắc phân lập giữa giáo hội và nhà nước tại Anh Quốc và Hoa Kỳ. Năm 1612, Smyth viết "các viên chức chính phủ, chiếu theo chức trách của mình, không nên can thiệp vào tôn giáo, hay các vấn đề của lương tâm". Cũng vào năm ấy, Thomas Helwys viết, Hoàng đế Anh có thể "đòi hỏi nơi thần dân những điều nhà vua muốn, và chúng ta phải vâng phục, nhưng đối với Vương quốc của Thiên Chúa, nhà vua không nên can dự vào".
Ủng hộ nguyên tắc phân lập giữa giáo hội và nhà nước không có nghĩa là rút lui khỏi lãnh vực chính trị, và tín hữu Baptist thường không tránh né các hoạt động chính trị. Gần đây tại Hoa Kỳ, tín hữu Baptist thường tham gia các hoạt động chính trị gây tranh cãi như chống cờ bạc, rượu, phá thai, hôn nhân đồng tính... Tại một số tiểu bang miền Nam, nơi tín hữu Baptist cấu thành đại bộ phận dân số, họ đã thành công trong nỗ lực thông qua các đạo luật cấm bán rượu và ngăn cản một số hình thức cờ bạc.

## Thẩm quyền của Kinh Thánh

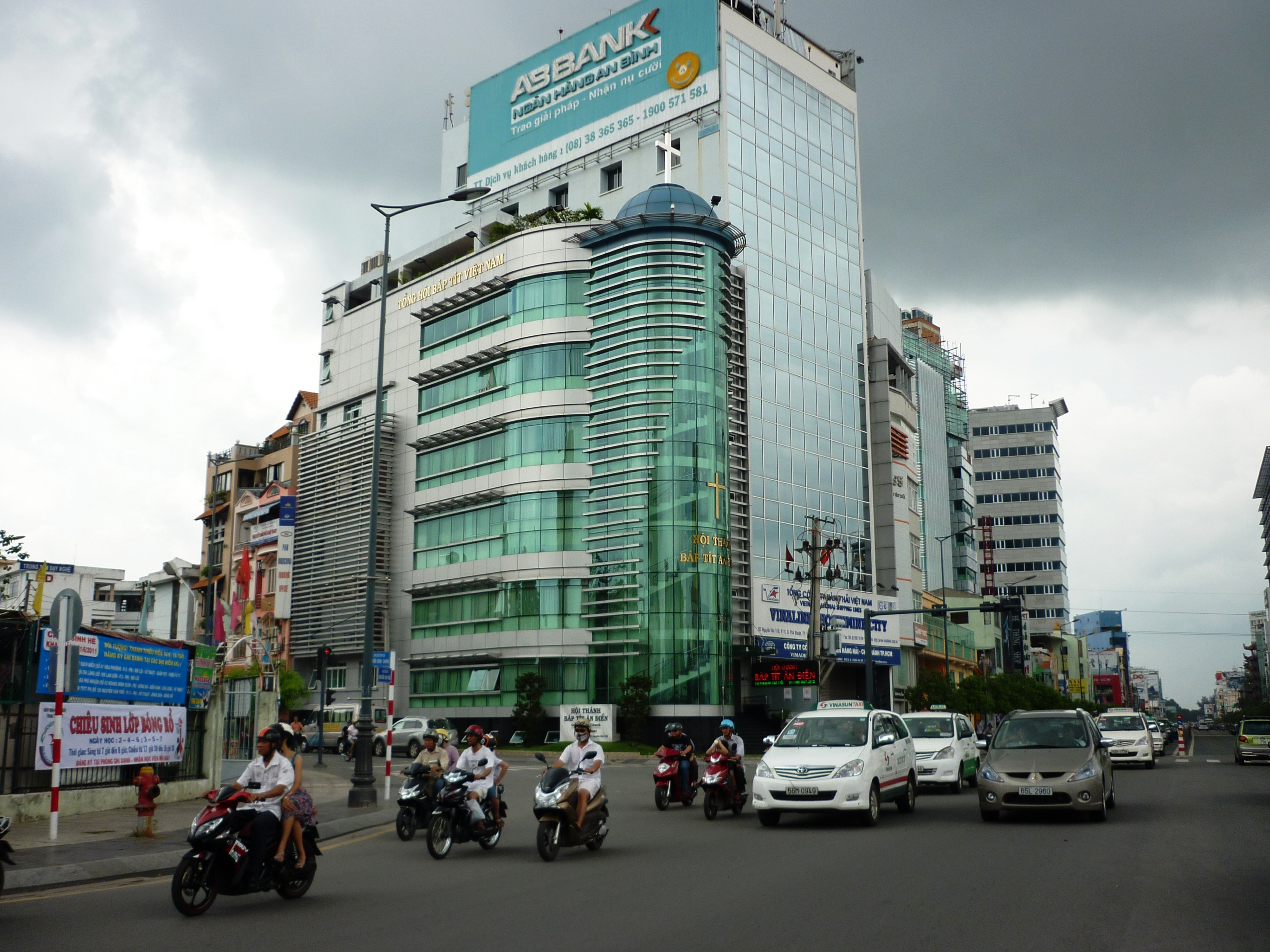
Nhà thờ Baptist Ân Điển ở Thành phố Hồ Chí Minh.

Thẩm quyền của Kinh Thánh, hay sola scriptura, ngụ ý Kinh Thánh là nguồn thẩm quyền duy nhất đến từ Thiên Chúa để trình bày chân lý, nên được hiểu trong nội dung của sự tương phản với thẩm quyền của truyền thống tông đồ trong Giáo hội Công giáo Rôma. Bất cứ quan điểm nào không được hậu thuẫn bởi Kinh Thánh đều được xem là dựa vào truyền thống của con người hơn là theo sự dẫn dắt của Thiên Chúa. Mỗi cá nhân phải chịu trách nhiệm trước Thiên Chúa về cách người ấy hiểu biết Kinh Thánh, vì vậy tín hữu được khuyến khích tìm kiếm sự cứu rỗi bằng cách nghiên cứu Kinh Thánh với nhiệt tâm và lòng tôn kính.
Tín hữu Baptist thuộc Phong trào Nền tảng (Fundamentalism) chia sẻ một quan điểm chung về tính chân xác của Kinh Thánh cùng với cách giải thích Kinh Thánh theo nghĩa đen và một số vấn đề thần học khác. Tuy nhiên, do tính đa nguyên của thể chế tự trị giáo đoàn, nhiều tín hữu Baptist không giải thích Kinh Thánh theo nghĩa đen, cũng không theo khuynh hướng Nền tảng; dù phần lớn tín hữu Baptist đều tin vào thẩm quyền của Kinh Thánh. Hầu hết những người theo khuynh hướng trung dung trong cộng đồng Baptist thích dùng thuật ngữ "soi dẫn" để miêu tả Kinh Thánh hơn là thuật ngữ "không sai lầm".
Dù tín hữu Baptist vẫn xem Kinh Thánh là nguồn thẩm quyền duy nhất, họ lại thích trích dẫn những tác phẩm có tính minh hoạ cho Kinh Thánh, nhiều nhất là Thiên lộ Lịch trình của John Bunyan.

## Chức Tư tế cho mọi tín hữu
Mệnh đề này ngụ ý mọi tín hữu Cơ Đốc đều có quyền trực tiếp đến với Thiên Chúa, và chân lý có thể được tìm thấy trong Kinh Thánh mà không cần có sự giúp đỡ của một giai cấp trung gian. Học thuyết này đặt nền tảng trên 1 Peter (Phêrô hoặc Phi-e-rơ) 2.9 ("Anh em là dòng dõi được lựa chọn, là chức tư tế của nhà vua, là dân thánh, là dân thuộc về Thiên Chúa"). Martin Luther, tiếp bước John Wycliff, rao giảng học thuyết này trong cuộc Cải cách Kháng Cách vào thế kỷ 16. Đây là một trong những tín lý căn bản giúp xây dựng niềm xác tín của tín hữu Baptist về quyền tự do tôn giáo.

## Công chính bởi đức tin
Được xưng công chính bởi đức tin, hay sola fide, ngụ ý rằng chỉ bởi đức tin (không phải bởi công đức) mà tín hữu nhận lãnh sự cứu rỗi. Thần học Baptist cho rằng nhân loại đã bị ô uế bởi tội lỗi vì cớ sự phản loạn của Adam và Eva chống nghịch Thiên Chúa, vì tội nguyên thủy này mà con người bị hư mất đời đời. Nhưng Chúa Cơ Đốc chết trên thập tự giá để ban cho con người sự sống vĩnh hằng, miễn là họ chấp nhận Chúa Cơ Đốc vào trong đời sống của mình và khẩn cầu Ngài tha thứ tội lỗi.

## Nghi thức
Tâm điểm của nghi thức thờ phụng Baptist là phần giảng luận. Bài giảng thường có độ dài từ 30 đến 60 phút. Diễn giả có thể chọn trình bày bài giảng của mình theo phương pháp luận giải - tập chú vào một đoạn kinh thánh và giải thích ý nghĩa của nó - hay theo chủ đề, biện luận về một chủ đề đang được quan tâm, với sự hỗ trợ của các đoạn Kinh Thánh liên quan. Bên cạnh đó là phần âm nhạc, với sự tham gia của các ca đoàn và toàn thể giáo đoàn. Hiện nay có hai chọn lựa cho phần âm nhạc trong nghi thức thờ phụng, các bài thánh ca truyền thống hay âm nhạc Cơ Đốc đương đại.
Thánh lễ Tiệc Thánh có thể được cử hành hằng tuần, hằng tháng hoặc ba tháng một lần, thường vào cuối lễ thờ phụng. Tín hữu dự tiệc thánh để tưởng niệm sự chết của Chúa Cơ Đốc và để dự phần vào thân thể và huyết của Chúa Giê-xu, được biểu trưng bởi bánh và nước.